# Biserica de lemn din Stâncești, Bihor

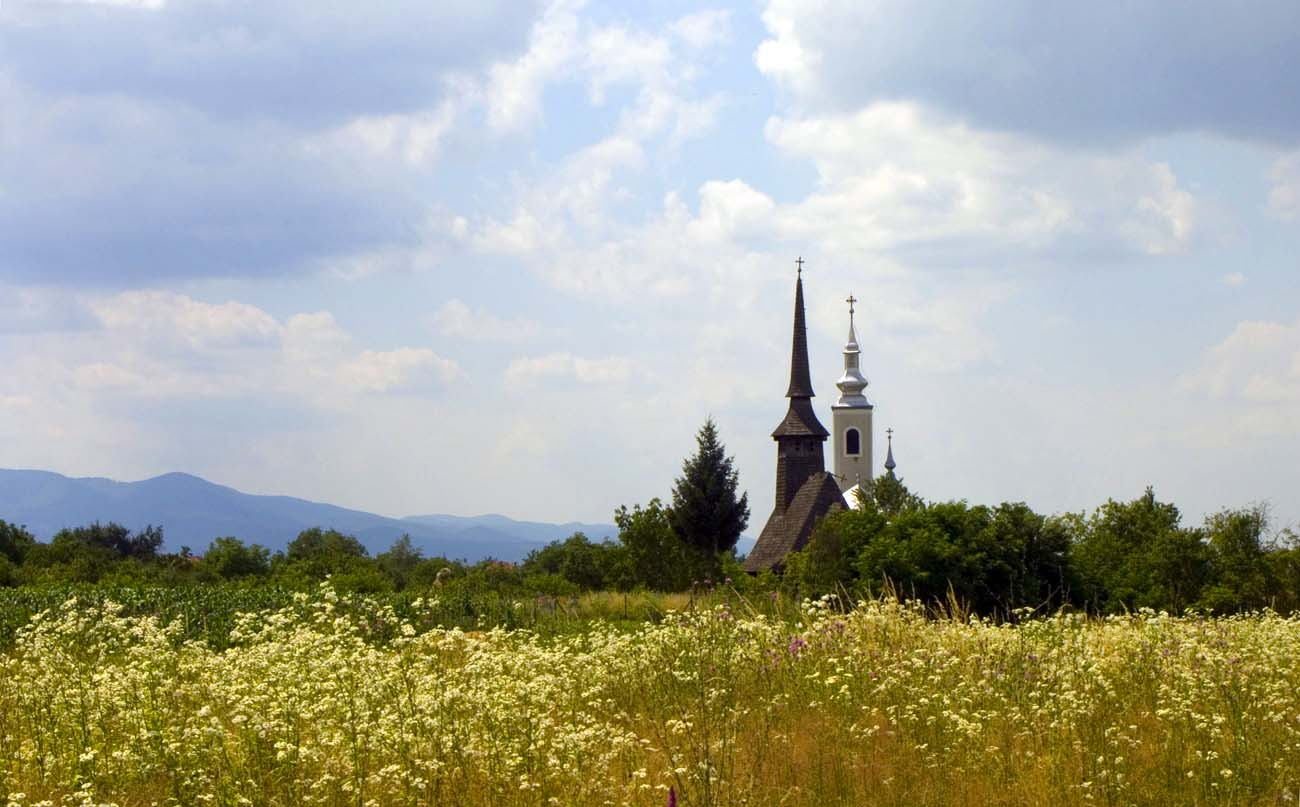
Bisericile din Stâncești, vedere din câmp, 2008

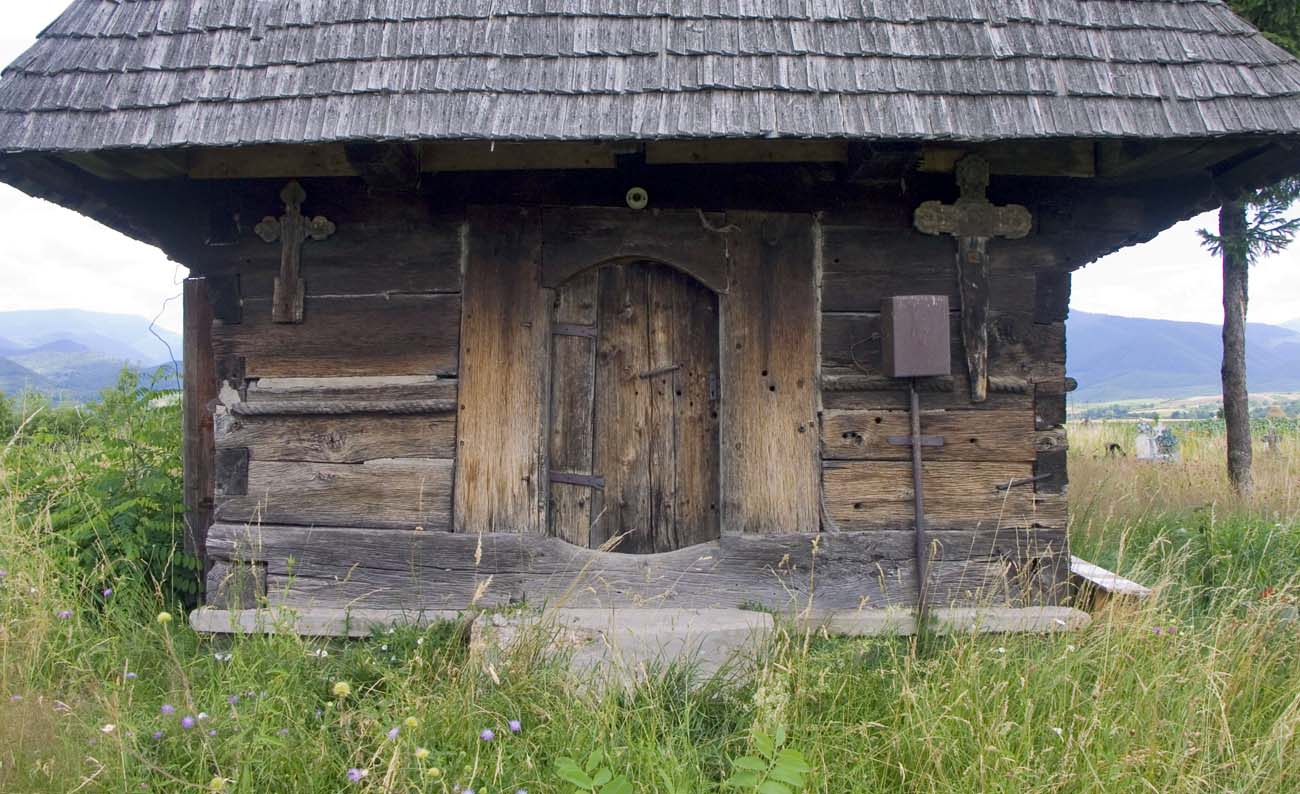
Intrarea, 2008

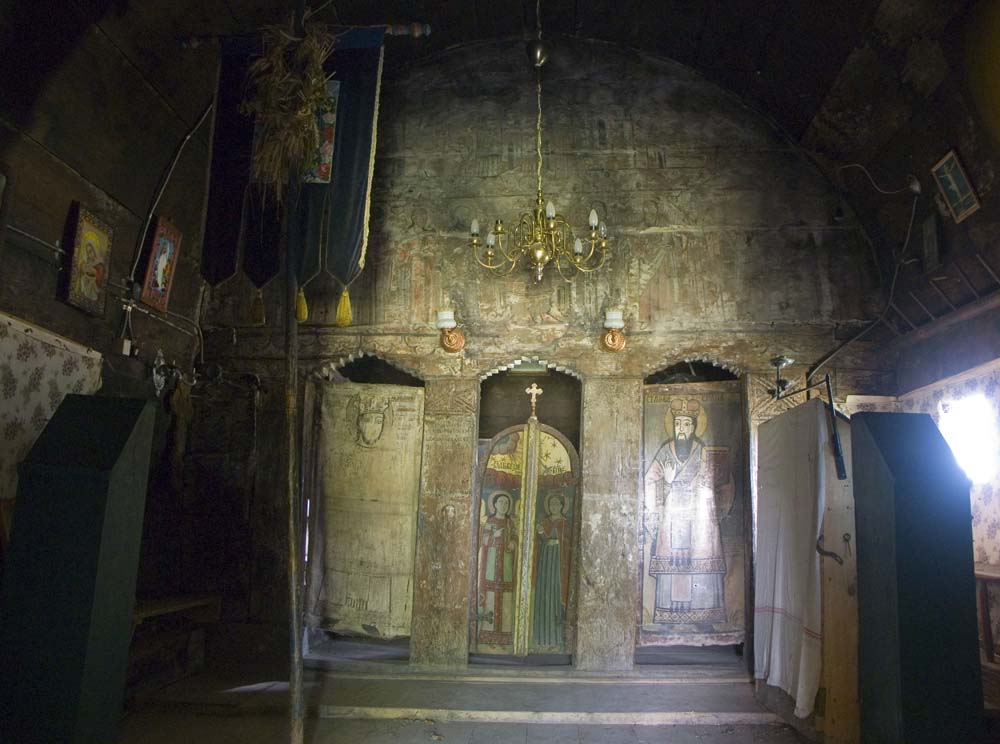
Biserica din Stâncești, interiorul navei, 2008

Biserica de lemn din Stâncești se află în localitatea Stâncești (fostă Broaște) din județul Bihor. Are hramul "Sf. Ioan Gură de Aur" și este datată din anul 1752. Biserica se află pe noua listă a monumentelor istorice sub codul LMI:  BH-II-m-B-01206.

## Istoric
Cu ocazia vizitei canonice în sat a lui Melentie Covaci din 1752, a fost menționată ridicarea unei noi biserici de lemn ce avea să fie acoperită cu șindrilă și care înlocuia un alt lăcaș mai vechi, tot de lemn.
Ușile împărătești și probabil întreg iconostasul au fost pictate de David Zugravu în 1756.

## Imagini

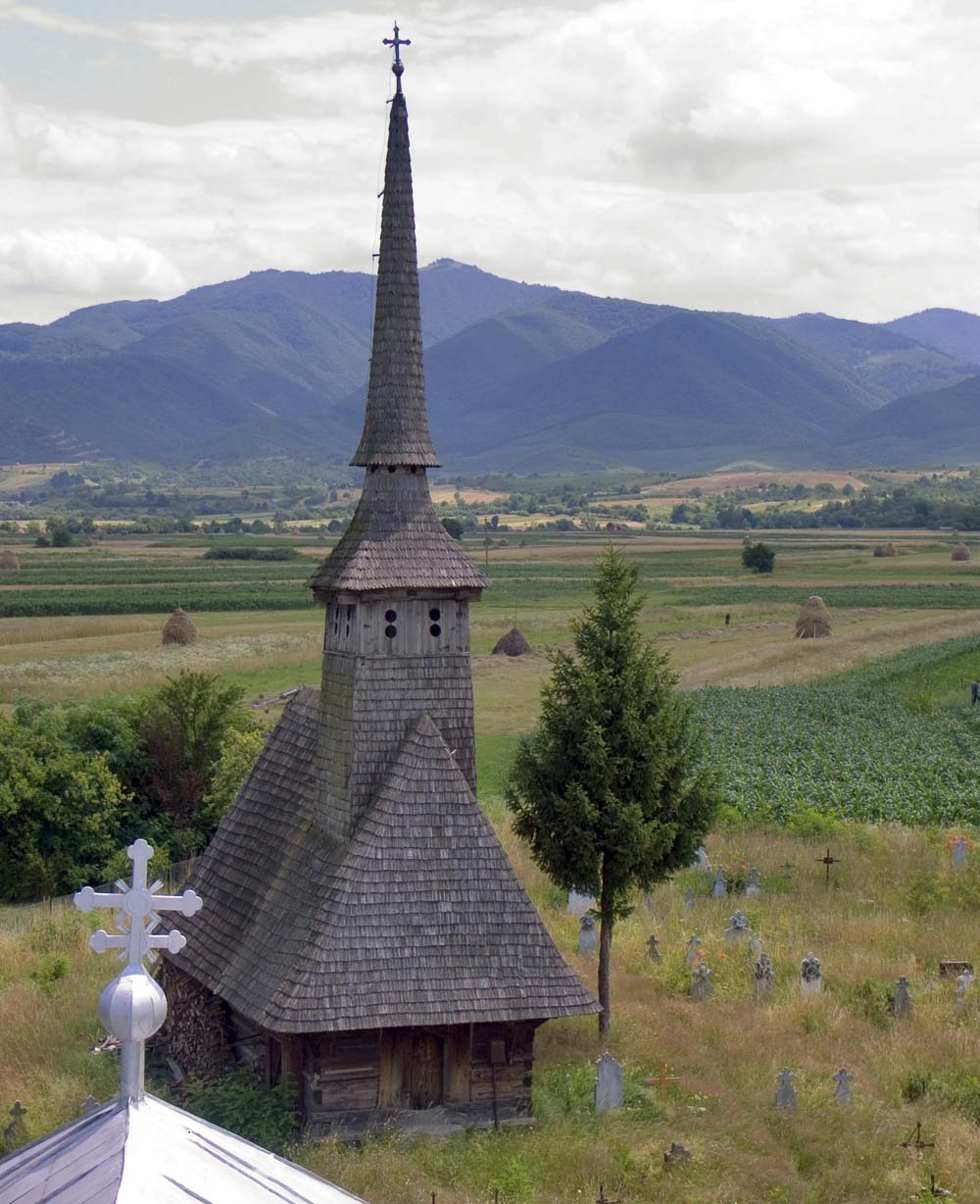
Vedere de ansamblu
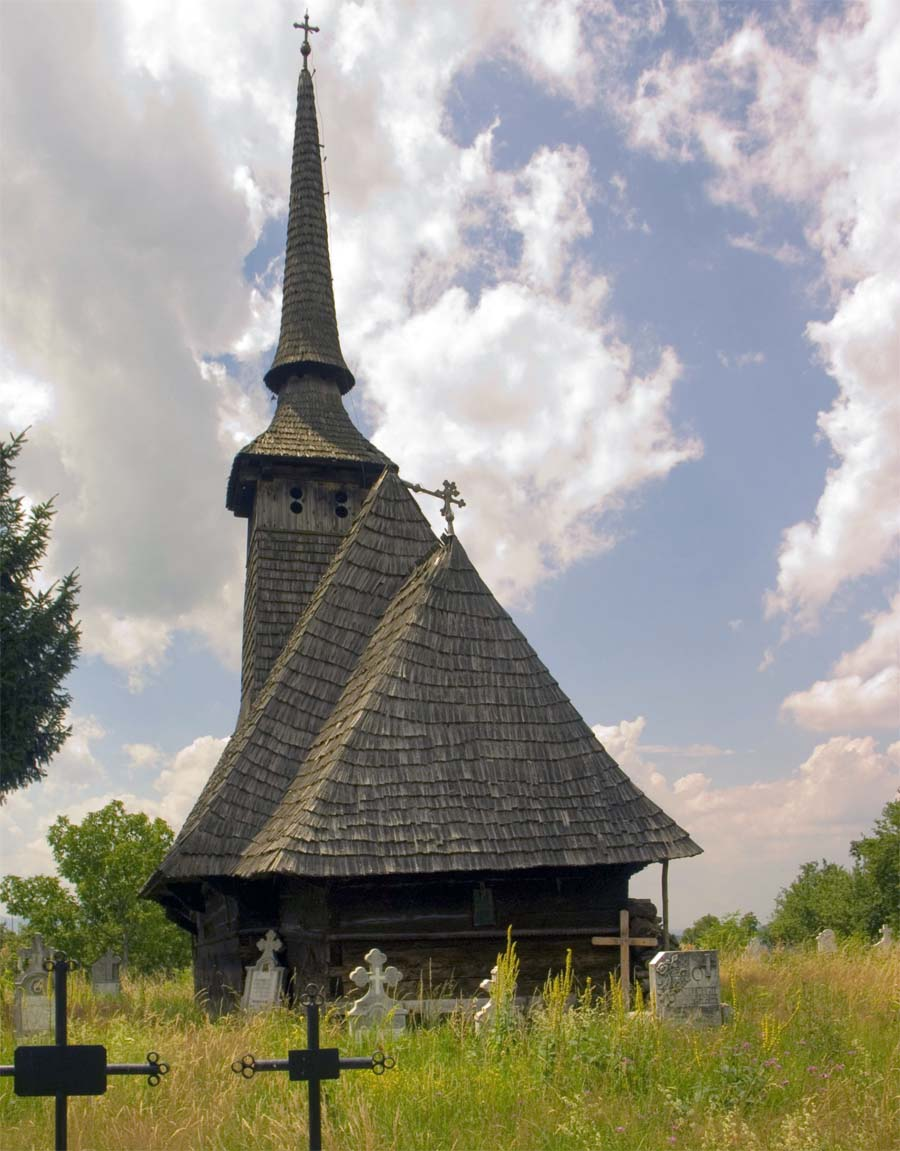
Partea de răsărit
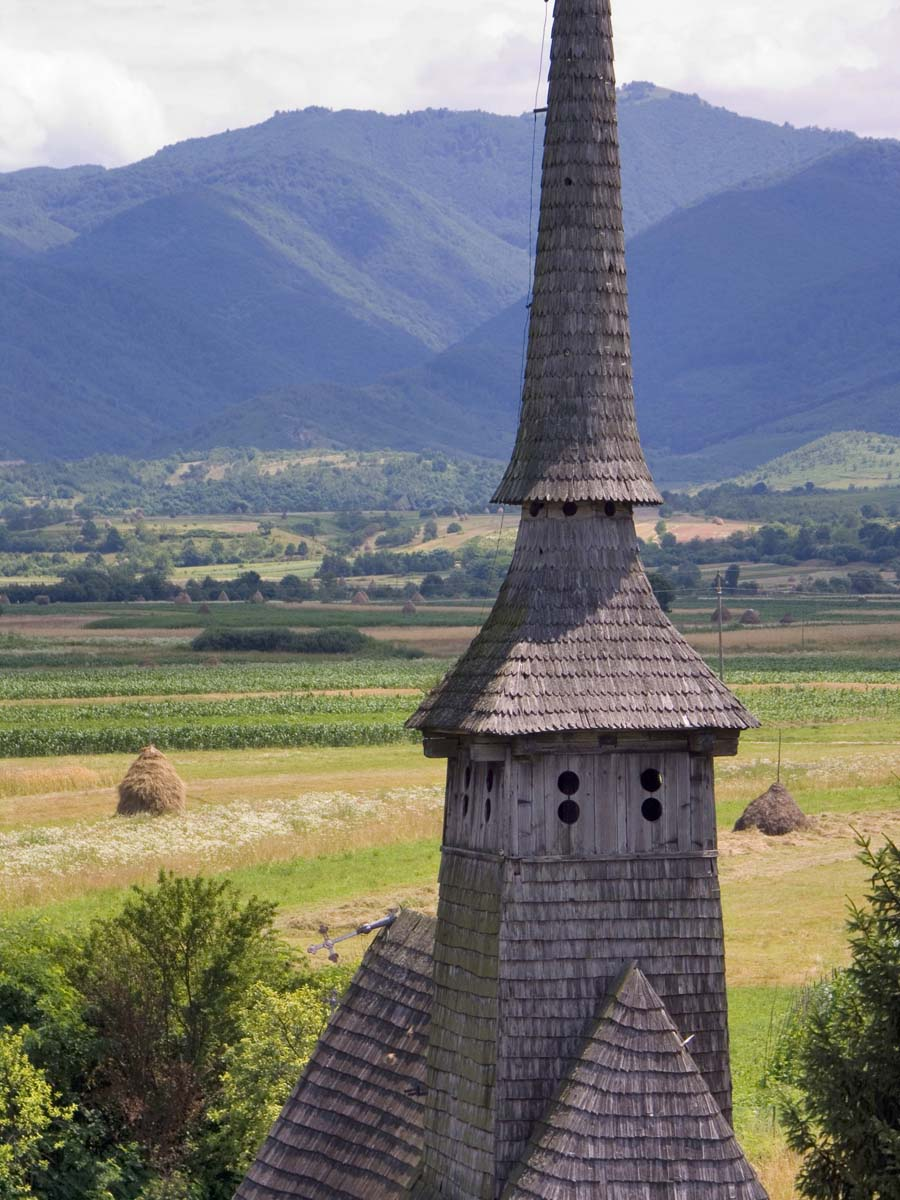
Turnul
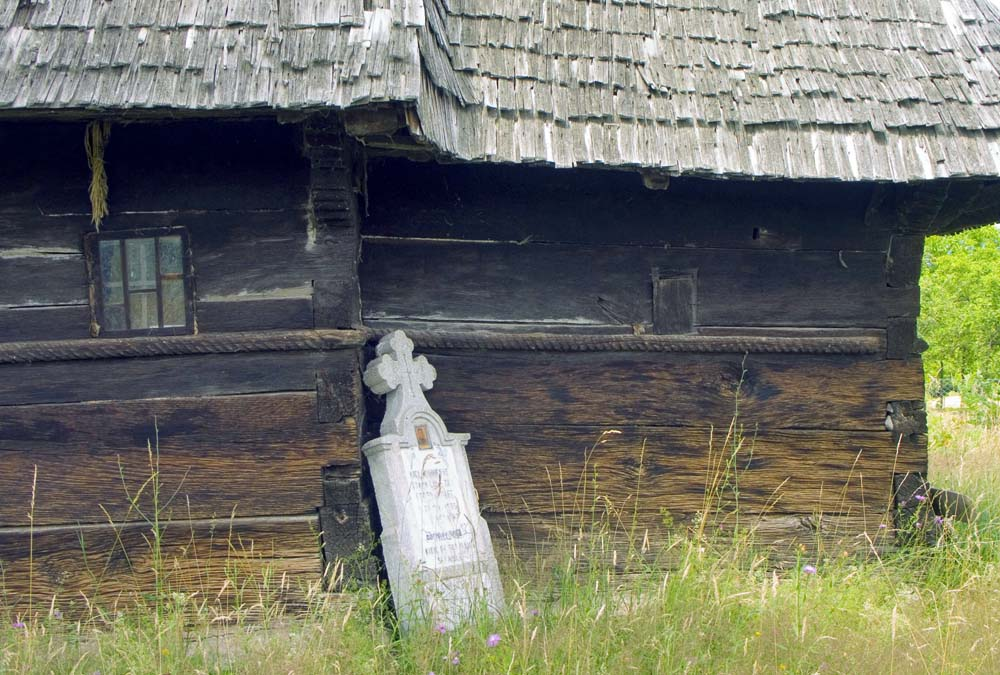
Fereastra cu oblon la altar
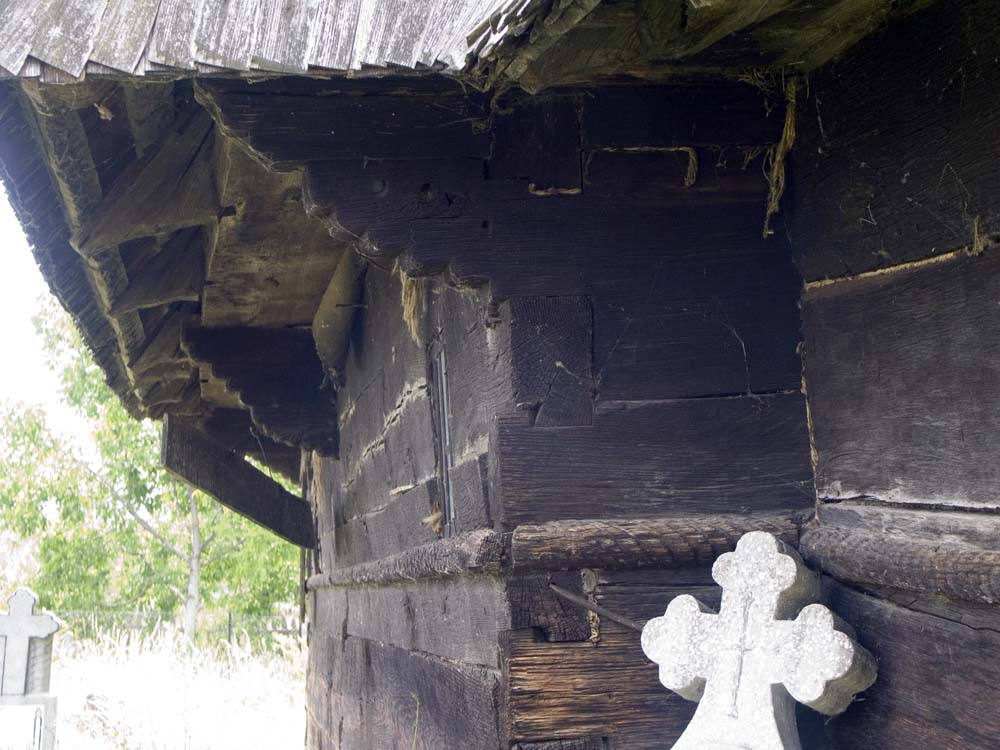
Streșina spre sud
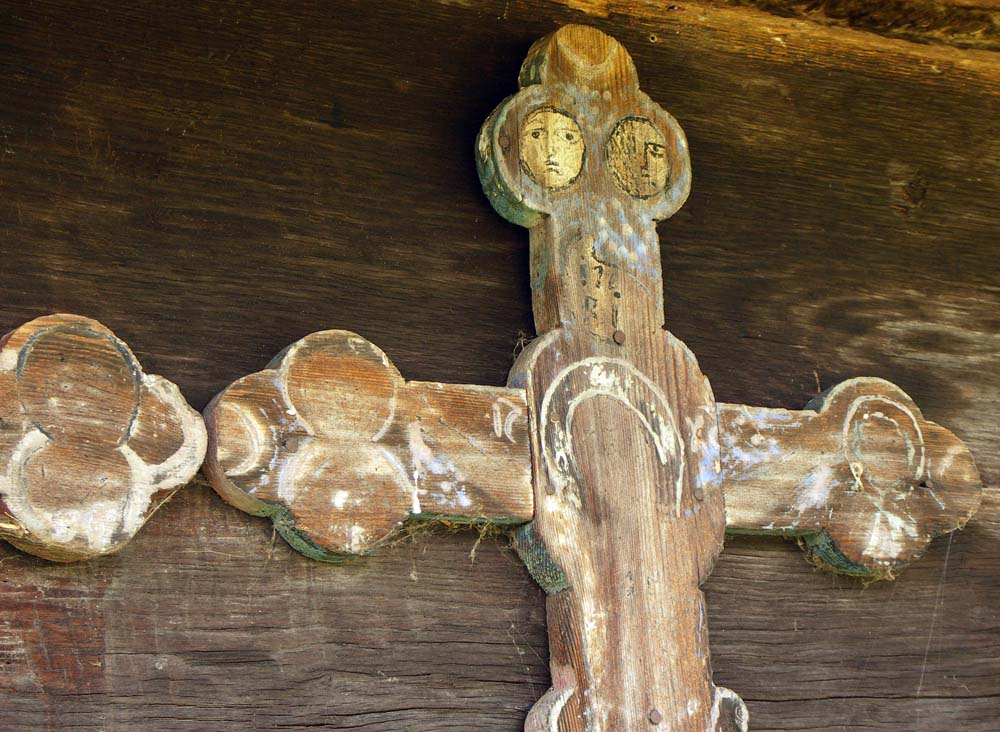
Cruce pictată pe perete exterior
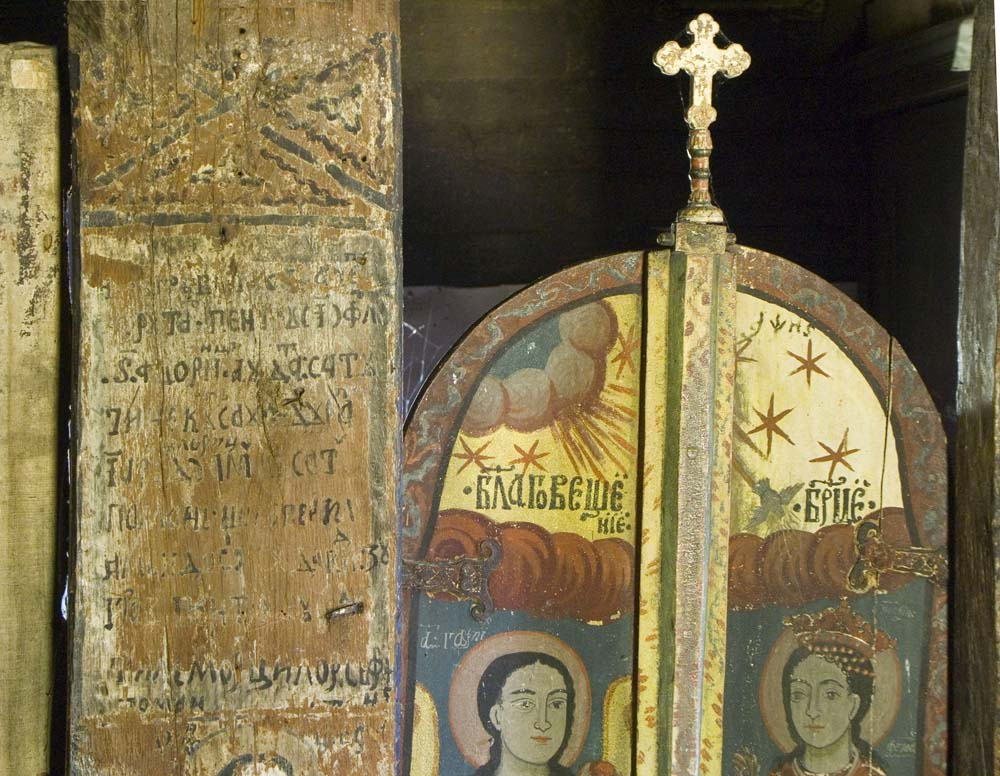
Detalii la ușile împărătești
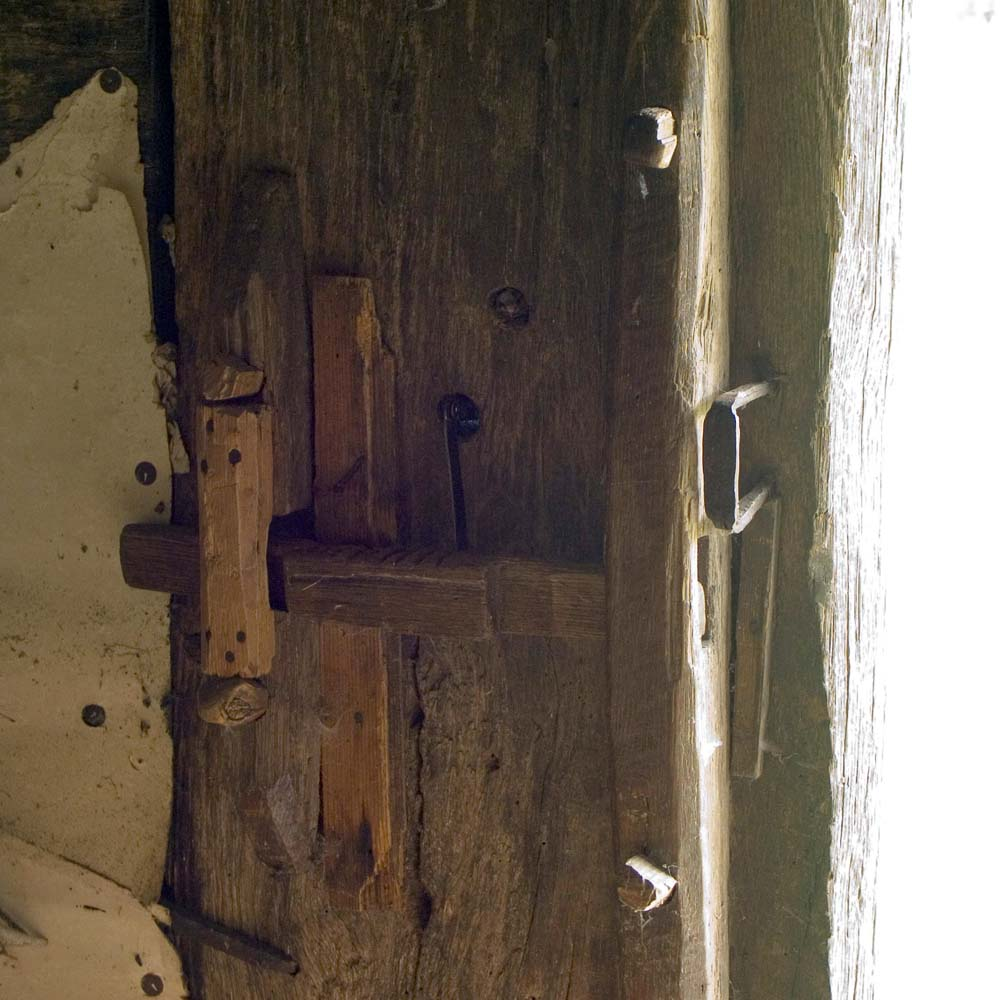
Încuietoarea de lemn